# Mother Is a Freshman
Mother Is a Freshman is een Amerikaanse filmkomedie uit 1949 onder regie van Lloyd Bacon. Destijds werd de film in Nederland uitgebracht onder de titel Moeder is studente.

## Verhaal
De New Yorkse weduwe Abigail Fortitude Abbot leeft samen met haar dochter Susan samen van een fonds, dat door haar man werd opgericht. Als haar door haar advocaat John Heaslip wordt meegedeeld dat de driejaarlijkse uitbetaling met een jaar zal worden uitgesteld, is Abigail bang dat Susan haar studie aan de universiteit niet zal kunnen afmaken. Ze maakt een studie van het schoolfonds, dat werd opgezet door haar grootmoeder. Om 3.000 dollar per jaar uit dat fonds op te strijken schrijft ze zich ook in aan de universiteit.

## Rolverdeling
| Acteur           | Personage                  |
| ---------------- | -------------------------- |
| Loretta Young    | Abigail Fortitude Abbott   |
| Van Johnson      | Professor Richard Michaels |
| Rudy Vallee      | John Heaslip               |
| Barbara Lawrence | Louise Sharpe              |
| Robert Arthur    | Beaumont Jackson           |
| Betty Lynn       | Susan Abbott               |
| Griff Barnett    | Decaan Gillingham          |
| Kathleen Hughes  | Rhoda Adams                |
| Debra Paget      | Linda (niet-gecrediteerd)  |